# Cyclaspis pustulata
Cyclaspis pustulata är en kräftdjursart som beskrevs av John Todd Zimmer 1943. Cyclaspis pustulata ingår i släktet Cyclaspis och familjen Bodotriidae. Inga underarter finns listade i Catalogue of Life.